# Косса, Альфонсо
Альфонсо Косса (итал. Alfonso Cossa; 3 ноября 1833, Милан — 23 октября 1902, Турин, Италия) — итальянский учёный, химик, педагог, профессор, доктор наук, академик. Специалист в области кристаллографии и почвоведения.

## Биография
Родился в семье палеографа и библиотекаря библиотеки Брера. С 1852 года обучался медицине в коллегии Борромео (Almo Collegio Borromeo) и Павийском университете. В 1857 году защитил докторскую диссертацию по истории электрохимии.
Работал доцентом, затем преподавателем химии в Университете Павии.
В 1866 году по предложению Квинтино Селлы, генерального секретаря народного просвещения, основал Королевский технический институт в Удине, был профессором и деканом до 1872 года. Позже, основатель и первый директор Высшей школы сельского хозяйства в Портичи близ Неаполя . В 1872 году переехал в Турин, где руководил сельскохозяйственной станцией (1873—1882) и преподавал курс агрохимии.
В 1882 году сменил Асканио Собреро на посту профессора теоретической химии в Туринской школе прикладных наук, которой руководил в 1887—1902 годах.
Был избран членом многочисленных итальянских и зарубежных научных академий, в том числе Национальной академии деи Линчеи, Королевского института наук, литературы и искусств (Ломбардский институт), Королевской Туринской и Прусской академий наук.

## Научная деятельность
Проводил исследования в области физиологии растений и агрохимии, позже, в области почвоведения, минералогии и петрографии.
Занимался совершенствованием применения неорганических удобрений в сельское хозяйство.
Будучи студентом, перевёл и опубликовал две фундаментальные работы химика Юстуса фон Либиха по агрохимии: «Фундаментальные принципы химии в сельском хозяйстве …» (Les principes fondamentaux de la chimie en agriculture…) и «Теория и практика сельского хозяйства» (La théorie et la pratique de l’agriculture).

## Избранные труды
- Sull’assorbimento delle radici : considerazioni e ricerche, Pisa, Tipografia Pieraccini, 1859.
- Sulla determinazione di alcune proprietà fisiche e chimiche delle terre coltivabili : considerazioni e ricerche, Pavia, Tip. Eredi Bizzoni, 1866.
- Ricerche chimiche e microscopiche su roccie e minerali d’Italia : (1875—1880), Torino, V. Bona, 1881.
- Prime nozioni fondamentali di elettrochimica, Milano, Hoepli, 1901.